# أحمد جمعالي جيدي
اللواء أحمد جمعالي جيدي (بالصومالية: Axmad Jimcale Gedi)‏ قائد عسكري صومالي شغل منصب قائد القوات المسلحة الصومالية في الفترة ما بين 5 أبريل 2017 و12 أكتوبر 2017 قدم استقالته برفقة وزير الدفاع عبد الرشيد عبد الله محمد قبل تفجير مقديشو أكتوبر 2017 بيومين فقط، وعين وزير الموانئ في حكومة عبد القاسم صلاد حسن عبدي جامع غردون خلفا له